# Güllük (Azerbaigian)
Güllük è un comune dell'Azerbaigian situato nel distretto di Qax. Conta una popolazione di 2 363 abitanti.